# Saud I. ibn Abd al-Aziz
Saud I. ibn Abd al-Aziz ibn Muhammad Al Saud (arabisch سعود الكبير بن عبد العزيز بن محمد آل سعود, DMG Saʿūd al-kabīr ibn ʿAbd al-ʿAzīz b. Muḥammad Āl Saʿūd; * 1748; † 1. Mai 1814) war Imam der Wahhabiten (1803–1814).

## Leben
Saud I. ibn Abd al-Aziz übernahm mit 55 Jahren die Führung des Wahhabitenreiches von seinem Vater Abd al-Aziz ibn Muhammad (1765–1803). Schon 1788 war er zum Thronfolger ernannt worden und hatte seitdem die Feldzüge der Wahhabiten u. a. gegen al-Hasa, Mekka und Kerbela geführt. Nach seiner Regierungsübernahme besetzte er 1804 Medina und errichtete in Janbu am Roten Meer ein Fort. Der Großscherif von Mekka Ghaleb wurde von dem wahhabitischen Vasallen, dem Emir von Asir schwer geschlagen. In der Folgezeit erzwang Saud I. die Unterwerfung von Ghaleb und festigte die Herrschaft der Wahhabiten in Bahrain, an der Piratenküste und in Oman.
Die Vereinigung Arabiens durch die Al Saud und vor allem die Besetzung der Heiligen Städte Mekka und Medina führten aber zu Gegenreaktionen des osmanischen Sultans, der sich als Kalif der Muslime betrachtete. Er beauftragte deshalb Muhammad Ali Pascha von Ägypten mit der Vertreibung der Wahhabiten aus den heiligen Stätten, worauf der siebenjährige osmanisch-saudische Krieg begann. 1811 landeten ägyptische Truppen unter Tussun Bey in Janbu. In der Folgezeit kam es zum Abschluss von Bündnissen mit den Beduinen der Umgebung sowie zu Verhandlungen mit dem Großscherif Ghaleb in Mekka. Trotz einiger Rückschläge besetzten die Ägypter 1812 Medina und 1813 Mekka, womit nun auch Ghaleb von den Wahhabiten abfiel.
Saud I. starb am 1. Mai 1814 am Fieber. Ihm folgte sein Sohn Abdallah I. ibn Saud auf den Thron (1814–1818), der schon die Kämpfe gegen die ägyptischen Truppen geleitet hatte. Sein Sohn Chalid (1837–1841) wurde von den Ägyptern als Herrscher eingesetzt.

## Nachkommen
Saud hatte mindestens 14 Söhne und zwei Töchter.

### Söhne
- Abdallah
- Faisal
- Ibrahim
- Nasser
- Turki
- Mishari
- Saad
- Fahd
- Umar
- Abdul Rahman
- Hassan
- Abd al-Aziz
- Hadhlul
- Chalid

### Töchter
- Nura
- Mudhi[1]